# Joe Jackson (empresário)
Joseph Walter Jackson (Fountain Hill, 26 de julho de 1928 – Las Vegas, 27 de junho de 2018) foi um empresário norte-americano, conhecido por ser o pai do cantor Michael Jackson. Foi o grande responsável pela revelação do cantor. Ele também era conhecido por O Velho Joe Jackson.

## Biografia

### Juventude
Joseph Jackson nasceu no estado do Arkansas. Mais velho de 4 filhos de Samuel Jackson e Crystal Lee King, seus pais se separaram quando Joe tinha apenas doze anos. Joe se mudou com o seu pai para a cidade de Oakland, Califórnia onde viveu até os 18 anos, mudando-se, então, para East Chicago, Indiana, para viver com sua mãe.
Em Indiana, Joe conheceu sua futura esposa Katherine Scruse. Após um breve casamento fracassado com outra mulher, Joe e Katherine se casaram em 5 de novembro de 1949. Fixados em Gary (Indiana) Joseph, um antigo pugilista, trabalhou como operador de guindastes na United States Steel. Em meados da década de 1950, Joseph iniciou uma carreira musical em parceria com seu irmão, Luther, tocando guitarra em uma banda chamada The Falcons. O grupo acabou por se desfazer e Joseph voltou a trabalhar na U.S Steel.

### Jackson Five
Em 1964, Joseph descobriu que seus filhos mais velhos, Jackie, Tito e Jermaine tinham talento musical. Para comprovar sua descoberta, Joseph pediu que Tito tocasse para ele enquanto Jackie e Jermaine cantavam. Considerando que eles tinham muito talento, Joe desenvolveu um grupo antecessor ao Jackson Five com a participação de dois jovens da vizinhança. Depois ele permitiu que Michael e Marlon entrassem no grupo.
Com pouco tempo de duração, o Jackson 5 alcançaram um pouco de sucesso sob a liderança de Joe. Em 1967, os irmãos Jackson se tornaram cantores profissionais e começaram as suas performances e show na Motown Records em 1968. Pouco tempo depois, eles já haviam se tornado um sucesso global. Existem boatos de que Joseph tenha explorado seus filhos.

## Controvérsias
Uma outra imagem de Joseph se tornou pouco aplaudida depois da década de 1980, quando a imprensa reportou que abusara de seus filhos, principalmente de Michael. Quando ele conduziu sua família, ordenava e obrigava que todos os filhos o chamassem somente de "Joseph".
Michael Jackson confessou que quando criança foi moral e fisicamente abalado pelo seu pai por conta de contínuos ensaios obrigatórios, chicotadas, pancadas, além de inúmeros xingamentos. Porém, Michael também admitiu que a disciplina rígida de seu pai foi importante para alavancar sua carreira.[carece de fontes?]
Joseph também foi acusado de entrar no quarto dos filhos vestindo uma máscara informando ser um sequestrador para ensinar os filhos a fechar as janelas antes de dormir. Michael Jackson disse ter tido vários pesadelos com seu pai por causa do ocorrido.
Michael disse durante o documentário Living with Michael Jackson que sentia vontade de vomitar quando lembrava de seu pai.
Em 2019 sua filha La Toya Jackson afirmou em entrevista que já foi violada por seu pai quando tinha apenas onze anos de idade, Joseph saía da cama com sua esposa para se deitar na cama de sua família e só saía após pedidos de sua esposa para retornar a cama do casal.

## Morte
Joe Jackson morreu em uma quarta-feira, 27 de junho de 2018, em Las Vegas, aproximadamente às 3h30 da manhã aos 89 anos, após uma batalha contra um câncer de pâncreas. Jackson morreu exatamente 9 anos e 2 dias após a morte de seu filho, Michael Jackson. Ele estava cercado por sua esposa, e alguns de seus filhos e netos. Ele morava em Las Vegas e deixou a esposa Katherine e seus 8 filhos.

## Árvore genealógica da família Jackson
Árvore genealógica dos irmãos, pais e avós de Michael Jackson. Por simplificação, não estão incluídos filhos e sobrinhos:
|        |        |        |        |        |        |  |  |        |        |        |        | Samuel Jackson | Samuel Jackson | Samuel Jackson | Samuel Jackson | Samuel Jackson | Samuel Jackson |        |        |        |        |        |        | Crystal Lee King | Crystal Lee King | Crystal Lee King | Crystal Lee King | Crystal Lee King | Crystal Lee King |  |  | Prince Albert Screws | Prince Albert Screws | Prince Albert Screws | Prince Albert Screws | Prince Albert Screws | Prince Albert Screws |           |           |           |           |        |        | Martha Upshaw | Martha Upshaw | Martha Upshaw | Martha Upshaw | Martha Upshaw | Martha Upshaw |         |         |         |         |  |  |       |       |       |       |       |       |  |  |       |       |       |       |       |       |  |  |
|        |        |        |        |        |        |  |  |        |        |        |        | Samuel Jackson | Samuel Jackson | Samuel Jackson | Samuel Jackson | Samuel Jackson | Samuel Jackson |        |        |        |        |        |        | Crystal Lee King | Crystal Lee King | Crystal Lee King | Crystal Lee King | Crystal Lee King | Crystal Lee King |  |  | Prince Albert Screws | Prince Albert Screws | Prince Albert Screws | Prince Albert Screws | Prince Albert Screws | Prince Albert Screws |           |           |           |           |        |        | Martha Upshaw | Martha Upshaw | Martha Upshaw | Martha Upshaw | Martha Upshaw | Martha Upshaw |         |         |         |         |  |  |       |       |       |       |       |       |  |  |       |       |       |       |       |       |  |  |
|        |        |        |        |        |        |  |  |        |        |        |        |                |                |                |                |                |                |        |        |        |        |        |        |                  |                  |                  |                  |                  |                  |  |  |                      |                      |                      |                      |                      |                      |           |           |           |           |        |        |               |               |               |               |               |               |         |         |         |         |  |  |       |       |       |       |       |       |  |  |       |       |       |       |       |       |  |  |
|        |        |        |        |        |        |  |  |        |        |        |        |                |                |                |                |                |                | Joseph | Joseph | Joseph | Joseph | Joseph | Joseph |                  |                  |                  |                  |                  |                  |  |  |                      |                      |                      |                      | Katherine            | Katherine            | Katherine | Katherine | Katherine | Katherine |        |        |               |               |               |               |               |               |         |         |         |         |  |  |       |       |       |       |       |       |  |  |       |       |       |       |       |       |  |  |
|        |        |        |        |        |        |  |  |        |        |        |        |                |                |                |                |                |                | Joseph | Joseph | Joseph | Joseph | Joseph | Joseph |                  |                  |                  |                  |                  |                  |  |  |                      |                      |                      |                      | Katherine            | Katherine            | Katherine | Katherine | Katherine | Katherine |        |        |               |               |               |               |               |               |         |         |         |         |  |  |       |       |       |       |       |       |  |  |       |       |       |       |       |       |  |  |
|        |        |        |        |        |        |  |  |        |        |        |        |                |                |                |                |                |                |        |        |        |        |        |        |                  |                  |                  |                  |                  |                  |  |  |                      |                      |                      |                      |                      |                      |           |           |           |           |        |        |               |               |               |               |               |               |         |         |         |         |  |  |       |       |       |       |       |       |  |  |       |       |       |       |       |       |  |  |
|        |        |        |        |        |        |  |  |        |        |        |        |                |                |                |                |                |                |        |        |        |        |        |        |                  |                  |                  |                  |                  |                  |  |  |                      |                      |                      |                      |                      |                      |           |           |           |           |        |        |               |               |               |               |               |               |         |         |         |         |  |  |       |       |       |       |       |       |  |  |       |       |       |       |       |       |  |  |
|        |        |        |        |        |        |  |  |        |        |        |        |                |                |                |                |                |                |        |        |        |        |        |        |                  |                  |                  |                  |                  |                  |  |  |                      |                      |                      |                      |                      |                      |           |           |           |           |        |        |               |               |               |               |               |               |         |         |         |         |  |  |       |       |       |       |       |       |  |  |       |       |       |       |       |       |  |  |
| Rebbie | Rebbie | Rebbie | Rebbie | Rebbie | Rebbie |  |  | Jackie | Jackie | Jackie | Jackie | Jackie         | Jackie         |                |                | Tito           | Tito           | Tito   | Tito   | Tito   | Tito   |        |        | Jermaine         | Jermaine         | Jermaine         | Jermaine         | Jermaine         | Jermaine         |  |  | LaToya               | LaToya               | LaToya               | LaToya               | LaToya               | LaToya               |           |           | Marlon    | Marlon    | Marlon | Marlon | Marlon        | Marlon        |               |               | Michael       | Michael       | Michael | Michael | Michael | Michael |  |  | Randy | Randy | Randy | Randy | Randy | Randy |  |  | Janet | Janet | Janet | Janet | Janet | Janet |  |  |